# Bernd Falk Wittig
Bernd Falk Wittig (* 1963 in Steinach) ist ein deutscher Jurist, Rechtsanwalt und stellvertretender Richter am Thüringer Verfassungsgerichtshof. Er rückte für Wolfgang Weisskopf nach, der bei der Landtagswahl in Thüringen 2024 in den Thüringer Landtag einzog und somit nicht mehr gleichzeitig Mitglied eines Gerichtes sein kann. Wittig ist selbstständiger Rechtsanwalt in Steinach. Er gilt als Vertrauter des AfD-Politikers Jürgen Treutler.

## Leben
Wittig studierte an der Humboldt-Universität in Berlin und absolvierte sein Zweites Staatsexamen in Bayern. Seit 1993 ist er zugelassener Rechtsanwalt. Seine Tätigkeitsschwerpunkte sind Zivilrecht, Familienrecht und Strafrecht. Außerdem war er ab 1995 Vertragsanwalt des ADAC, wird jedoch mittlerweile nicht mehr auf der ADAC-Website geführt.
Seit den Kommunalwahlen in Thüringen 2024, bei denen Wittig für die AfD auf Listenplatz 5 für die Wahl zum Kreistag des Landkreises Sonneberg kandidierte, gehört er diesem als einer von 14 AfD-Kreisräten an.
Wittigs Wahl zum stellvertretender Richter am Thüringer Verfassungsgerichtshof erreichte Anfang April 2025 deutschlandweite Aufmerksamkeit, da er als erster AfD-Kandidat deutschlandweit einen entsprechenden Posten erhielt. Die Wahl gelang vor allem, weil die AfD-Fraktion mit mehr als einem Drittel eine Sperrminorität im Thüringer Landtag besitzt und so Wahlen, die eine Zwei-Drittel-Mehrheit benötigen, blockieren kann. Laut der Thüringischen Landeszeitung gab es vor der Wahl Absprachen zwischen CDU, BSW und AfD. Laut dem Deal würden CDU und BSW gemeinsam mit der AfD für Wittig abstimmen, wenn diese dafür den Kandidaten der CDU, Michael Obhues, ebenfalls zum stellvertretenden Verfassungsrichter mitwählen würde. Aus Kreisen der SPD, die in Thüringen mit CDU und BSW eine Brombeerkoalition bildet, wurde die Wahl stark kritisiert.

## Positionen
In den Jahren 2020 und 2021 verbreitete Wittig auf Facebook mehrfach Verschwörungstheorien zur COVID-19-Pandemie, unter anderem auch von der rechtsextremen Plattform Politically Incorrect, und warnte vor einer „globalen Corona-Machtergreifung“. Den menschengemachten Klimawandel bezeichnete er als „herbeigelogen“. Wittig ist ein Anhänger des rechtsextremistischen Verschwörungsnarrativs der „Umvolkung“.